# Pallo-Pojat Helsinki
Le Pallo-Pojat Helsinki est un club finlandais de football basé à Helsinki, la capitale du pays. Le club joue en ce moment en V divisioona, sixième palier de jeu du pays, mais a déjà remporté une Coupe de Finlande de football.
Fondé en 1935, son seul trophée actuel est une Coupe de Finlande, remportée en 1956 face au TKT Tampere. En plus de ça, il y atteint de nouveau la finale en 1961, mais perd contre le KTP Kotka.

## Palmarès
- Coupe de Finlande :
  - Vainqueur : 1956
  - Finaliste : 1961